# أنطونيو سالسيدو
أنطونيو سالسيدو هو عداء سريع فلبيني، ولد في 15 أكتوبر 1912، وتوفي في 11 يونيو 1993.

## وصلات خارجية
- أنطونيو سالسيدو على موقع أوليمبيديا (الإنجليزية)